# سيرج سركسيان
سيرج أزتي سركيسيان (أرمنية: Սերժ Ազատի Սարգսյան)؛ (30 يونيو 1954 )
هو الرئيس السابق لجمهورية أرمينيا. فاز في الانتخابات الرئاسية الأرمنية في فبراير 2008 بدعم من الحزب الجمهوري الأرميني، الحزب الذي خدم فيه كعضو مجلس. تسلم الرئاسة في أبريل 2008.
أعيد انتخابه لولاية رئاسية ثانية مدتها خمس سنوات في 19 فبراير 2013 بعد حصوله على 58.64% من أصوات الناخبين في الجولة الأولى التي تنافس فيها سبعة مرشحين، ومرت الانتخابات دون أعمال عنف تذكر، وأقر المراقبون الدوليون أنها كانت جيدة التنظيم وسليمة، لكن تعوزها المنافسة.